# Kevin Balanta
Kevin Balanta est un footballeur colombien né le 28 avril 1997 à Santander de Quilichao. Il évolue au poste de milieu défensif à Querétaro FC.

## Biographie

### En équipe nationale
Il participe avec la sélection olympique aux Jeux olympiques d'été de 2016 organisés au Brésil. Lors du tournoi olympique, il joue trois matchs : contre la Suède, le Japon, et le Nigeria.
Il joue son premier match en équipe de Colombie le 8 septembre 2015, en amical contre le Pérou (match nul 1-1).

## Palmarès
- Champion de Colombie en 2015 (Tournoi d'ouverture) avec le Deportivo Cali